# Basses d'Alcarràs
Les basses d'Alcarràs són dues basses de reg situades entre camps. Són totalment artificials i estan envoltades completament per un talús perimetral que delimita dues cubetes rectangulars, situades just una al costat de l'altra.
Actualment (abril de 2006) les basses estan seques i han perdut gairebé tota la vegetació helofítica que havien tingut. Queden només algunes zones amb canyís i algun peu aïllat de tamariu al terraplè perimetral, fet probablement degut a la seva dessecació continuada des de fa temps.
Aquest espai havia estat un punt de nidificació de l'agró roig (Ardea purpurea) i la fotja (Fulica atra), alhora que havia allotjat grans concentracions de limícoles durant l'hivern i els passos migradors. Els arrossars adjacents a l'espai havien estat molt atractius per a espècies com la fredeluga (Vanellus vanellus), el martinet blanc (Egretta garzetta) o l'esplugabous (Bubulcus ibis). No obstant, l'estat actual de les basses no presenta condicions favorables per a la presència d'aquestes espècies.
La proximitat al nucli urbà d'Alcarràs suposa una font de problemes constant (deixalles, soroll, etc). L'existència de granges i tallers al voltant introdueix elements de risc per a l'espai (abocaments, contaminació lumínica, etc.).Caldria actuar amb urgència en aquest espai, si es vol recuperar el seu interès natural.